# Колективне управління майновими правами
Колективне управління майновими правами — передача суб'єктами авторського права і (або) суміжних прав своїх повноважень організаціям колективного управління майновими правами.
Згідно з Законом України «Про авторське право і суміжні права», суб'єкт авторського права або суміжних прав може здійснювати майнові права, що йому належать, самостійно, через представника або організації колективного управління.
Закон «Про ефективне управління майновими правами правовласників у сфері авторського права і (або) суміжних прав» визначає правові та організаційні засади колективного управління майновими правами суб'єктів авторського права і (або) суміжних прав в Україні.

## Організації колективного управління
Організація колективного управління (ОКУ) — це орган, якому суб'єкти авторського права і суміжних прав можуть передавати свої повноваження на управління цими правами.
ОКУ можуть від імені суб'єктів авторського права і суміжних прав укладати договори з користувачами, погоджувати розмір винагороди (роялті), збирати, розподіляти і виплачувати зібрану винагороду. Вони забезпечують захист прав інтелектуальної власності музикантів, письменників, художників та інших.
В Україні організації колективного управління за 2016 рік зібрали 2,7 млн євро роялті. Це у 310 разів менше, ніж у Великій Британії і майже у 652 рази менше, аніж у США. Станом на кінець 2017 ОКУ працюють неефективно і непрозоро.
Недосконала система організацій колективного управління авторськими і суміжними правами в Україні стала однією з причин того, що Україна залишилася у категорії "Priority Watch List" – «Спеціального звіту 301» США, який містить перелік країн-порушників інтелектуальної власності. У Звіті зазначається, що дуже важливо, щоб Україна продовжувала цей прогрес, зокрема шляхом подальшої законодавчої реформи, спрямованої на розв'язання цієї проблеми. 
В Україні, станом на 23 січня 2020 зареєсстровані такі ОКУ:
1. Українське агентство з авторських та суміжних прав ???
2. Громадська спілка "Українська ліга авторських та суміжних прав"
3. Спілка об’єднань громадян “Асоціація з управління аудіовізуальними правами “АРМА-Україна”
4. Громадська спілка "Українська Ліга Музичних Прав"
5. Громадська спілка "Українське товариство музичних та театральних авторів"
6. Громадська спілка “Український музичний альянс”
7. Громадська організація "Українська агенція з авторських та суміжних прав"
8. Всеукраїнська громадська організація "Всеукраїнське Агентство Авторських Прав"
9. Громадська організація “Об’єднання колективного управління  “Оберіг”
10. Всеукраїнська громадська організація "СІНЕМА"
11. Всеукраїнська громадська організація "Всеукраїнська Ліга Авторів"
12. Громадська спілка "Коаліція аудіовізуальних і музичних прав"
13. Громадська організація “Автори і композитори України”
14. Громадська спілка “Автори, композитори творці і видавці”
15. Громадська організація "Співдружність авторів України"
16. Громадська організація "Спілка правовласників України"

Станом на березень 2021 система збору та розподілу компенсацій в Україні скомпрометована своєю багаторічною непрозорістю, а близько 65% творчих колективів не отримували належного їм роялті. Тому система колективного управління майновими правами в Україні потребує реформування..